# أوتو اولسن
أوتو اولسن هو متسابق خماسي حديث دنماركي، ولد في 12 ديسمبر 1894 في Næstved ‏ في الدنمارك، وتوفي في 24 أكتوبر 1989 في روسكيلدا في الدنمارك.

## وصلات خارجية
- أوتو اولسن على موقع أوليمبيديا (الإنجليزية)